# The Expendables 2
The Expendables 2 er en amerikansk actionfilm fra 2012. Filmen er en opfølger til actionfilmen The Expendables fra 2010, og på rollelisten er stjerner som Sylvester Stallone(Som Barney Ross), Jason Statham, Jet Li, Dolph Lundgren, Chuck Norris, Randy Couture, Terry Crews, Liam Hemsworth, Jean-Claude Van Damme, Bruce Willis og Arnold Schwarzenegger. Filmen blev efterfulgt af The Expendables 3 i 2014.

## Handling
The Expendables er i Nepal for at redde et kinesisk gidsel. De redder også lejesoldaten Trench (Arnold Schwarzenegger), der tilhører en anden gruppe af lejesoldater. The Expendables bliver tvunget til at acceptere en mission for Mr. Church (Bruce Willis), at hente en computer fra et nedskudt fly i Albanien. Mr. Church sender teknisk ekspert Maggie Chan med dem.

## Medvirkende
- Sylvester Stallone som Barney Ross.
- Jason Statham som Lee Christmas.
- Jet Li som Yin Yang
- Dolph Lundgren som Gunner Jensen.
- Chuck Norris som Booker
- Jean-Claude Van Damme som Vilain
- Bruce Willis som Church
- Arnold Schwarzenegger som Trench
- Terry Crews som Hale Caesar
- Randy Couture som Toll Road
- Liam Hemsworth som Billy The Kid
- Scott Adkins som Hector
- Nan Yu som Maggie
- Amanda Ooms som Pilar
- Charisma Carpenter som Lacy
- Novak Djokovic som sig selv (ukredittert cameo)